# Чамперико
Чамперико (на испански: Champerico) е град в Гватемала, намиращ се в южната част на страната в департамента Реталулеу. Населението на града е 32 000 жители.

## Описание
Основан е през 1871 и разположен е на брега на Тихия океан. Отдалечен е на 225 км от столицата Гватемала и е популярна ваканционна дестинация. Освен превъзходните плажове, предлагащи отлични условия за сърф, мангровите гори растящи по крайбрежието също привличат много туристи с уникалната си екосистема.